# Stanisław Marcin Badeni
Stanisław Marcin Badeni (ur. 9 sierpnia lub 7 września 1850 w Surochowie, zm. 12 października 1912 w Radziechowie) – polski prawnik i polityk. Pochodził z rodziny Badenich pieczętującej się herbem Bończa, właściciel dóbr Radziechów, hrabia.

## Życiorys
W 1867 ukończył Gimnazjum św. Anny w Krakowie.
Od 1883 był posłem do galicyjskiego Sejmu Krajowego we Lwowie, od 1891 członkiem austriackiej Izby Panów, dwukrotnie marszałkiem krajowym Galicji (1895–1901 i 1903–1912). Uzyskał zwrot Wawelu od armii austriackiej.
W 1893 kupił majątek Koropiec nad Dniestrem na Podolu gdzie wybudował neorenesansowy pałac, który odziedziczył jego syn Stefan (1885-1961).
W 1898 został odznaczony Wielką Wstęgą Orderu Leopolda, a w 1893 otrzymał komandorię papieskiego Orderu św. Grzegorza.
Był członkiem dożywotnim Towarzystwa Szkoły Ludowej. W 1878 otrzymał tytuł członka honorowego Polskiego Towarzystwa Pedagogicznego we Lwowie.
Był żonaty z Cecylią z hr. Mierów, z którą miał dwóch synów Henryka i Stefana.
Honorowy obywatel Rzeszowa (24 września 1895) i Lwowa (3 października 1895). Po tym jak w 1912 wskutek stanu zdrowia ustąpił z urzędu marszałka krajowego Galicji, Związek 30 Większych Miast Galicji w uznaniu jego zasług postanowił o przyznaniu jemu tytułu obywatelstwa honorowego, co większość z władz miast-członków potwierdziła przyznaniem takiego wyróżnienia (otrzymał m.in. honorowe obywatelstwo Sanoka 26 czerwca 1912).
Znał doskonale język jidysz.
Zmarł 12 października 1912 w Radziechowie. W tamtejszej rodzinnej kaplicy grobowej został pochowany. Jego zwłoki balsamował prof. Henryk Kadyi, który w trakcie tych czynności zaciął się w palec, a następnie wskutek zakażenia krwi zmarł.